# Fuquiém
Fuquiém ou Fujian (em chinês: 福建; romaniz.: Fújiàn (pinyin); pronunciado [fu2tɕjɛ̂n] (escutarⓘ)), é uma província da República Popular da China. Tem uma área de aproximadamente 121 400 quilômetros quadrados e uma população de 35 350 000 habitantes. A capital provincial é Fucheu. A população é constituída maioritariamente por habitantes de etnia Han (99%), existindo 1% de habitantes de etnia She e 0,3% de etnia Hui.

## Cidades
A seguinte lista mostra as 3 cidades mais populosas de Fuquiém, sendo que a segunda, Fucheu (Fuzhou), é a capital da província.
| Ordem | Nome da cidade  | Nome em chinês | População (em 2010) |
| ----- | --------------- | -------------- | ------------------- |
| 1     | Xiamen          | 厦门           | 3 119 110           |
| 2     | Fucheu (Fuzhou) | 福州           | 2 824 414           |
| 2     | Jinjiang        | 晋江           | 1 172 827           |

## Subdivisões

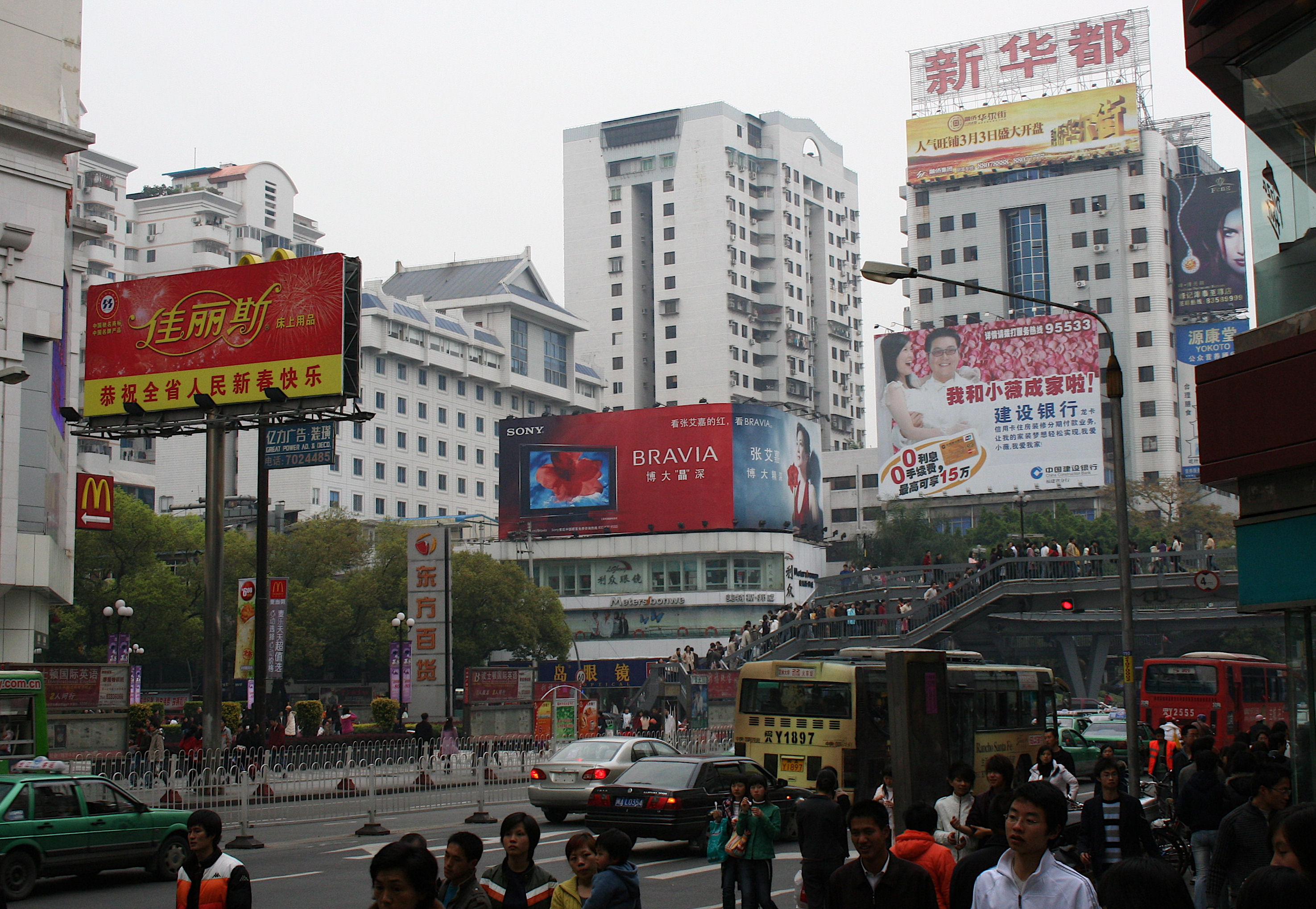
Vista do Centro da capital

Na província de Fuquiém, existem:
- nível prefeitural:
  - 9 cidades administrativas
- nível distrital:
  - 14 cidades com nível distrital
  - 45 comarcas
  - 26 distritos

## História
Houve quatro grandes culturas neolíticas no litoral de Fuquiémː
- Keqiutou, 壳丘头文化 (c. 4050–3550 a.C.)
- Tanshishan, 昙石山文化 (c. 3050–2350 a.C.)
- Damaoshan, 大帽山文化 (c. 3000–2300 a.C.)
- Huangguashan, 黄瓜山文化 (c. 2350–1550 a.C.)

Houve duas grandes culturas neolíticas no interior de Fuquiém, as quais eram bem diferentes das culturas costeiras de Fuquiém.
- Niubishan, 牛鼻山文化 (c. 3000–2000 a.C.)
- Hulushan, 葫芦山文化 (c. 2050–1550 a.C.)

De 334 a 111 a.C., a região foi sede do reino de Minyue. Em 111 a.C., o reino foi anexado ao império Han.
No início do século IV, houve a primeira onda de imigração de nobres hanes para a região, quando a dinastia Jin do Oeste entrou em colapso e o norte da China foi invadido por tribos nômades e entrou em guerra civil. Esses imigrantes hanes eram predominantemente de oito famílias da China Centralː  Lin (林), Huang (黄), Chen (陈), Zheng (郑), Zhan (詹), Qiu (邱), He (何), and Hu (胡). As quatro primeiras continuam a ser, até hoje, os principais sobrenomes de Fuquiém.
Em 1549, o navegador e cronista português Galiote Pereira, estando à guarda dos juncos mercantis de Diogo Pereira, foi obrigado a atracar à margem da costa de Fuquiém, pelas autoridades chinesas. A crónica de Galiote Pereira, «Algumas Cousas Sabidas da China», obra em que dá a conhecer ao povo português as suas vivências e peripécias pela China, começa a narrativa exactamente nesse momento, em que se atracou em Fuquiém. As autoridades chinesas, sob a alçada do vice-rei Chu Huan, confundindo os juncos portugueses por embarcações piratas, capturaram os trinta mercadores portugueses e os cerca de noventa tripulantes chineses e malaqueses, levando-os por prisioneiros até à capital provincial em Fuchéu. Ficaram aí retidos durante um ano, até que uma sindicância imperial, levada a cabo para esmiuçar processo de judicial de captura, concluiu serem totalmente falsas as acusações de pirataria, o que redundou na ilibação dos mercadores portugueses.
A sindicância imperial foi iniciada na sequência das execuções sumárias aos prisioneiros, dentre os quais, um deles seria um cidadão chinês com familiares com ligações na corte imperial, que se insurgiram contra a situação, alegando que as acusações de pirataria eram falsas e que o vice-rei excedera as suas competências ao decretar pena de morte sumária, sem autorização imperial. No rescaldo da sindicância, o vice-rei Chu Huan suicidou-se, para não ser punido pelo imperador. 
Fuquiém tem sido um importante centro cultural e comercial na história, fazendo parte da "Estrada marítima da Seda", ponto de partida das viagens de Zheng He para a base do islã. Durante a Dinastia Song e a Dinastia Yuan, a abertura dos portos e o lançamento da Estrada da Seda Marítima permitiram que Fuquiém tivesse mais frequentes comércio e intercâmbio no exterior, permitindo, à província, entrar no seu auge econômico. Durante a Dinastia Ming e Dinastia Qing, a indústria têxtil de seda, indústria de açúcar, indústria de chá, indústria de construção naval e indústria de papel de Fuquiém foram bem desenvolvidos. No entanto, com a implementação da política introvertida de "banimento do comércio marítimo", a economia de Fuquiém foi seriamente afetada e a China foi degradada em um país semicolonial e semifeudal. Em 1949, Fuquiém era uma das províncias costeiras com menor nível de desenvolvimento econômico do país.
A partir do final da década de 1970, a província se desenvolveu economicamente, beneficiada pela proximidade com Taiwan.

## Costumes e hábitos
Os costumes folclóricos multiculturais e confluentes de Fuquiém originam-se principalmente dos costumes de povos aborígines antes da Dinastia Qing e dinastia Hã, dos costumes da nacionalidade Han, do costume das nacionalidades das minorias e dos costumes estrangeiros. A característica de confluência dos costumes populares de Fuquiém é representada pela confluência de costumes populares de diferentes nacionalidades e diferentes regiões da nacionalidade Han, bem como a confluência de costumes chineses e costumes estrangeiros. 
Fuquiém é, também, o habitat principal da nacionalidade de She, cujos costumes transformaram-se numa parte importante dos costumes populares de Fuquiém. Além disso, alguns costumes da Mongólia (Dinastia Yuan) e da Manchúria (Dinastia Qing) também foram integrados nos costumes folclóricos de Fuquiém.
A província possui um estilo de kung fu nativo, o estilo do cachorro. Várias regiões da província possuem seu próprio estilo de ópera chinesa. A ópera min é popular na região de Fucheu; Gaoxiaji, na região de Jinjiang e Chincheu; Xiangju, na região de Zhangzhou; Fuquiém Nanqu, por todo o sul da província; e Puxianxi, na região de Putian e do condado de Xianyou. A "laca sem corpo de Fucheu" usa corpos de barro ou gesso para modelar a laca; os corpos de barro/gesso são removidos posteriormente. Fucheu também é famosa pelas "pedras esculpidas de Shoushan".

### Culinária
A cozinha de Fuquiém, com sua ênfase em frutos do mar, é uma das oito grandes tradições da culinária da China. É composta por tradições de várias regiões, incluindo a cozinha de Fucheu e a cozinha Min Nan. O prato mais famoso é o Fotiaoqiang (literalmente, "Buda salta sobre a muralha"), um prato complexo com muitos ingredientes, como barbatana de tubarão, pepino-do-mar, abalone e vinho de Shaoxing.
Muitos chás famosos são originários de Fuquiém, como o oolong, o  Wuyi Yancha, o Lapsang souchong e o chá de jasmim de Fucheu. As técnicas de processamento de três dos principais tipos de chá no mundo (oolong, chá-branco e chá-preto) foram desenvolvidas na província. A cerimônia do chá de Fuquiém é muito elaborada. As palavras inglesa (tea), espanhola (té), francesa (thé) e alemã (tee) para "chá" vieram da língua hokkien (a palavra portuguesa "chá" veio do cantonês e do mandarim).    

### Línguas
Por causa de sua natureza montanhosa e das numerosas ondas migratórias com origem na China central ao longo de sua história, Fuquiém é uma das regiões mais linguisticamente diversas da área han chinesa. Dialetos locais podem se tornar ininteligíveis em dez quilômetros. Isso se reflete na expressãoː "se você andar cinco milhas em Fuquiém, a cultura muda; se você andar dez milhas, a língua muda". A maior parte das variedades faladas em Fuquiém faz parte das línguas min. Antigas classificações, como as de Li Fang-Kuei em 1937 e Yuan Jiahua em 1960, dividiram as línguas min em "do norte" e "do sul". Classificações mais recentes dividem as línguas min emː
- Min nan, incluindo o dialeto amoi e o taiuanês
- Língua putian, falada nas áreas costeiras centrais
- Min Dong (o antigo grupo do norte), incluindo a língua Fucheu
- Min Bei, falado nas áreas interioranas do norte
- Min Central, falado no oeste da província
- Shao-Jiang, falado no noroeste

A sétima subdivisão das línguas min, o Hainanês, não é falada em Fuquiém. A língua hacá, uma outra subdivisão do chinês, é falada na região de Longyan pelos hacás que aí vivem.
Assim como em outras províncias chinesas, a língua oficial é a língua mandarim, que é usada para comunicação entre pessoas de diferentes localidades.

### Religião
As religiões mais praticadas na província são a religião tradicional chinesa, o taoismo e o budismo chinês.

## Economia Industrial

Edifícios modernos na capital.

A produção industrial, seguindo o rápido crescimento, é capaz de fornecer avanços no estímulo ao crescimento da economia nacional. Em 2005, o valor da produção industrial bruta de Fuquiém atingiu 1 bilhão de iuanes (um aumento de 16,2% em relação ao ano anterior), enquanto o valor agregado industrial atingiu 279,8 bilhões de iuanes (um aumento de 13,5%). O valor agregado das três principais indústrias de Fuquiém, a saber, indústria eletroeletrônica, indústria do petróleo-indústria química e indústria de maquinaria, atingiu 78 bilhões de iuanes em 2005 (um aumento de 15,2%), enquanto que indústrias tradicionais como indústria têxtil, indústria metalúrgica e indústria de material de construção atingiram 45 bilhões de iuanes (um aumento de 26,3%). O crescimento da produção de energia proporcionou uma forte garantia para o desenvolvimento industrial. A produção de energia aumentou 18%, o consumo de energia aumentou 14%, e o consumo de energia industrial aumentou 14%.

### Agricultura
A produção bruta da agricultura, silvicultura, pecuária e indústria pesqueira atingiu 131,728 bilhões em 2005, um aumento de 5,1% em relação ao ano anterior. Foi a maior taxa de crescimento em cinco anos. O valor de saída de nove principais produtos, nomeadamente animais, produtos aquáticos, vegetais, frutas, fungos domésticos, chá, flores e tabaco curado, representa 77% do valor total da produção agrícola. A cooperação agrícola entre Fuquiém e Taiwan apresenta efeitos distintivos. Aproveitando um bom potencial de crescimento, o valor das exportações de produtos agrícolas em Fuquiém chega a 2,6 bilhões de dólares estadunidenses. A receita em moeda estrangeira criada pela exportação de madeira, enlatados, laranja, cogumelos e ovo ocupa o primeiro lugar na China, as fileiras de produtos hortícolas o terceiro lugar e os produtos aquáticos ocupam o quinto lugar.

### Silvicultura
A decisão estratégica de construir a "costa oeste verde do Estreito de Taiwan" foi proposta na conferência provincial de trabalho florestal. A produção florestal tem se mantido estável desde 2005. A área total de reflorestação e reflorestamento ao longo de todo o ano atingiu 69 600 hectares, onde a área de reflorestamento atingiu 17 900 hectares e a área de reflorestação atingiu 51 700 hectares. Entres as áreas de reflorestamento, a proporção de setores privados passou de 40,% do ano anterior para 52,8%. A taxa de cobertura florestal de toda a província representa 62,96%, enquanto a produção total de madeiras comerciáveis atinge 5 823 400 metros cúbicos, uma taxa de crescimento de 12,3%.

### Aquacultura
Em 2005, a produção bruta da economia da pesca em Fuquiém atingiu  86,566 bilhões de iuanes, apresentando um aumento de 10,56% em relação ao ano anterior e representando 31,35% da produção agrícola total de Fuquiém. O valor acrescentado da economia da pesca atingiu 48,384 mil milhões de iuanes, com um aumento de 9,66% e representando 7,99% do produto interno bruto provincial. A produção total de produtos aquáticos atingiu 5 912 100 toneladas (um aumento de 3,22%), enquanto o consumo per capita de produtos aquáticos atingiu 168,39 quilogramas (um crescimento de 2,45% em relação ao ano anterior). A receita cambial gerada pela exportação de produtos aquáticos atingiu 0,85 bilhão de dólares estadunidenses (aumento de 57,7%) e o valor de saída do processamento de produtos aquáticos atingiu 16,19 bilhões de iuanes, um aumento de 21,22%.